# Extra Nena
Extra Nena (eigenlijk: Snežana Berić Servisch: Снежана Берић) (1960) is een Servische zangeres.
Ze verzorgde het allerlaatste optreden van Joegoslavië op het Eurovisiesongfestival. Haar lied heette Ljubim te pesmama (Ik hou van je in mijn liedjes). Ze eindigde symbolisch op de 13e plaats met 44 punten. Het lied werd geschreven door Radivoje Radivojević en Gale Janković.
1961: Ljiljana Petrović · 
1962: Lola Novaković · 
1963: Vice Vukov · 
1964: Sabahudin Kurt · 
1965: Vice Vukov · 
1966: Berta Ambrož · 
1967: Lado Leskovar · 
1968: Luciano Kapurso & Hamo Hajdarhodžić · 
1969: Ivan & 3M · 
1970: Eva Sršen · 
1971: Krunoslav Slabinac · 
1972: Tereza · 
1973: Zdravko Čolić · 
1974: Korni · 
1975: Pepel in Kri · 
1976: Ambasadori · 
1981: Seid Memić-Vajta · 
1982: Aska · 
1983: Danijel Popović · 
1984: Vlado & Izolda · 
1986: Doris Dragović · 
1987: Novi Fosili · 
1988: Srebrna Krila · 
1989: Riva · 
1990: Tajči · 
1991: Bebi Dol · 
1992: Extra Nena
- Library of Congress Control Number: n93112529
- Virtual International Authority File: 63227979